# Општина Чијетла (Пуебла)
Чијетла (шп. Chietla) општина је у Мексику у савезној држави Пуебла. Општина се налази на надморској висини од 1122 м.

## Становништво
Према подацима из 2010. у општини је живело 33935 становника.

### Хронологија
| Година       | 2000                  | 2005                  | 2010                  |
| ------------ | --------------------- | --------------------- | --------------------- |
| Становништво | 36606 (17501 / 19105) | 32825 (15538 / 17287) | 33935 (16288 / 17647) |

### Попис
| \| \| м \| \| \| ж \| \| 0—2 \| 1.018 \| \| \| 895 \| \| 3—5 \| 987 \| \| \| 932 \| \| 6—11 \| 2.032 \| \| \| 1.954 \| \| 12—14 \| 1.046 \| \| \| 1.053 \| \| 15—17 \| 1.070 \| \| \| 1.115 \| \| 18—24 \| 1.937 \| \| \| 2.116 \| \| 60+ \| 2.024 \| \| \| 2.361 \| \| Просек : \| 29,1 \| \| \| 30,7 \| |       |  |  |       |
| |       |  |  |       |
| | м     |  |  | ж     |
| 0—2 | 1.018 |  |  | 895   |
| 3—5 | 987   |  |  | 932   |
| 6—11 | 2.032 |  |  | 1.954 |
| 12—14 | 1.046 |  |  | 1.053 |
| 15—17 | 1.070 |  |  | 1.115 |
| 18—24 | 1.937 |  |  | 2.116 |
| 60+ | 2.024 |  |  | 2.361 |
| Просек : | 29,1  |  |  | 30,7  |

| #   | Индикатор                                                                                        | Вредност |
| --- | ------------------------------------------------------------------------------------------------ | -------- |
| 1   | Становништво од 0 до 2 године                                                                    | 1913     |
| 2   | Мушко становништво од 0 до 2 године                                                              | 1018     |
| 3   | Женско становништво од 0 до 2 године                                                             | 895      |
| 4   | Становништво са 3 и више година                                                                  | 31962    |
| 5   | Мушко становништво са 3 и више година                                                            | 15241    |
| 6   | Женско становништво са 3 и више година                                                           | 16721    |
| 7   | Становништво са 5 и више година                                                                  | 30699    |
| 8   | Мушко становништво са 5 и више година                                                            | 14593    |
| 9   | Женско становништво са 5 и више година                                                           | 16106    |
| 10  | Становништво са 12 и више година                                                                 | 26057    |
| 11  | Мушко становништво са 12 и више година                                                           | 12222    |
| 12  | Женско становништво са 12 и више година                                                          | 13835    |
| 13  | Становништво са 15 и више година                                                                 | 23958    |
| 14  | Мушко становништво са 15 и више година                                                           | 11176    |
| 15  | Женско становништво са 15 и више година                                                          | 12782    |
| 16  | Становништво са 18 и више година                                                                 | 21773    |
| 17  | Мушко становништво са 18 и више година                                                           | 10106    |
| 18  | Женско становништво са 18 и више година                                                          | 11667    |
| 19  | Становништво од 3 до 5 година                                                                    | 1919     |
| 20  | Мушко становништво од 3 до 5 година                                                              | 987      |
| 21  | Женско становништво од 3 до 5 година                                                             | 932      |
| 22  | Становништво од 6 до 11 година                                                                   | 3986     |
| 23  | Мушко становништво од 6 до 11 година                                                             | 2032     |
| 24  | Женско становништво од 6 до 11 година                                                            | 1954     |
| 25  | Становништво од 8 до 14 година                                                                   | 4722     |
| 26  | Мушко становништво од 8 до 14 година                                                             | 2383     |
| 27  | Женско становништво од 8 до 14 година                                                            | 2339     |
| 28  | Становништво од 12 до 14 година                                                                  | 2099     |
| 29  | Мушко становништво од 12 до 14 година                                                            | 1046     |
| 30  | Женско становништво од 12 до 14 година                                                           | 1053     |
| 31  | Становништво од 15 до 17 година                                                                  | 2185     |
| 32  | Мушко становништво од 15 до 17 година                                                            | 1070     |
| 33  | Женско становништво од 15 до 17 година                                                           | 1115     |
| 34  | Становништво од 18 до 24 године                                                                  | 4053     |
| 35  | Мушко становништво од 18 до 24 године                                                            | 1937     |
| 36  | Женско становништво од 18 до 24 године                                                           | 2116     |
| 37  | Женско становништво од 15 до 49 година                                                           | 8728     |
| 38  | Становништво са 60 и више година                                                                 | 4385     |
| 39  | Мушко становништво са 60 и више година                                                           | 2024     |
| 40  | Женско становништво са 60 и више година                                                          | 2361     |
| 41  | Однос између мушкараца и жена                                                                    | 92.3     |
| 42  | Становништво од нуле до 14 година                                                                | 9917     |
| 43  | Становништво од 15 до 64 године                                                                  | 20704    |
| 44  | Становништво од 65 година и више                                                                 | 3254     |
| 45  | Просечан број деце                                                                               | 2.9      |
| 46  | Становништво рођено у ентитету                                                                   | 30022    |
| 47  | Мушко становништво рођено у ентитету                                                             | 14474    |
| 48  | Женско становништво рођено у ентитету                                                            | 15548    |
| 49  | Становништво рођено у другом ентитету                                                            | 3118     |
| 50  | Мушко становништво рођено у другом ентитету                                                      | 1420     |
| 51  | Женско становништво рођено у другом ентитету                                                     | 1698     |
| 52  | Становништво од 5 година и више резидентно у ентитету у јуну 2005. године                        | 28902    |
| 53  | Мушко становништво старосног доба од 5 година и више, резидентно у ентитету у јуну 2005. године  | 13512    |
| 54  | Женско становништво старосног доба од 5 и више година, резидентно у ентитету у јуну 2005. године | 15390    |
| 55  | Становништво од 5 година и више које је живело у другом ентитету у јуну 2005. године             | 481      |
| 56  | Мушко становништво старије од 5 година које је живело у другом ентитету у јуну 2005. године      | 199      |
| 57  | Женско становништво старије од 5 година које је живело у другом ентитету у јуну 2005. године     | 282      |
| 58  | Становништво од 3 године и више које говори аутохтони језик                                      | 145      |
| 59  | Мушко становништво старо 3 године и више које говори аутохтони језик                             | 69       |
| 60  | Женско становништво старо 3 године и више које говори аутохтони језик                            | 76       |
| 61  | Становништво од 3 године и више које говори аутохтони језик и не говори шпански језик            | 0        |
| 62  | Мушко становништво старо 3 године и више које говори аутохтони језик и не говори шпански         | 0        |
| 63  | Женско становништво старо 3 године и више које говори аутохтони језик и не говори шпански језик  | 0        |
| 64  | Становништво старо 3 године и више које говори аутохтони језик и шпански                         | 96       |
| 65  | Мушко становништво старо 3 године и више које говори аутохтони језик и шпански                   | 47       |
| 66  | Женско становништво старо 3 године и више које говори аутохтони језик и шпански                  | 49       |
| 67  | Становништво од 5 година и више које говори аутохтони језик                                      | 144      |
| 68  | Становништво од 5 година и више које говори аутохтони језик и не говори шпански језик            | 0        |
| 69  | Становништво од 5 година и више које говори аутохтони језик и говори шпански језик               | 95       |
| 70  | Становништво у домородачким домаћинствима                                                        | 386      |
| 71  | Становништво са ограничењима у активностима                                                      | 2327     |
| 72  | Становништво са ограниченим ходањем или кретањем, горе или доле                                  | 1410     |
| 73  | Становници са ограничењима вида, чак и уз кориштење сочива                                       | 648      |
| 74  | Становништво са ограничењима говора, комуникације или конверзације                               | 167      |
| 75  | Становништво са ограниченим слухом                                                               | 264      |
| 76  | Становништво са ограничењима при одевању, купању или јелу                                        | 67       |
| 77  | Становништво са ограничењима у опажању или учењу једноставних ствари                             | 104      |
| 78  | Становништво са менталним ограничењима                                                           | 162      |
| 79  | Становништво без ограничења активности                                                           | 31259    |
| 80  | Становништво од 3 до 5 година које не похађа школу                                               | 772      |
| 81  | Мушко становништво од 3 до 5 година које не похађа школу                                         | 414      |
| 82  | Женско становништво од 3 до 5 година које не похађа школу                                        | 358      |
| 83  | Становништво од 6 до 11 година које не похађа школу                                              | 140      |
| 84  | Мушко становништво од 6 до 11 година које не похађа школу                                        | 85       |
| 85  | Женско становништво од 6 до 11 година које не похађа школу                                       | 55       |
| 86  | Становништво од 12 до 14 година које не похађа школу                                             | 249      |
| 87  | Мушко становништво од 12 до 14 година које не похађа школу                                       | 137      |
| 88  | Женско становништво од 12 до 14 година које не похађа школу                                      | 112      |
| 89  | Становништво од 15 до 17 година похађа школу                                                     | 1303     |
| 90  | Мушко становништво од 15 до 17 година похађа школу                                               | 618      |
| 91  | Женско становништво између 15 и 17 година живота у школи                                         | 685      |
| 92  | Становништво од 18 до 24 године похађа школу                                                     | 814      |
| 93  | Мушко становништво од 18 до 24 године похађа школу                                               | 392      |
| 94  | Женско становништво од 18 до 24 године похађа школу                                              | 422      |
| 95  | Становништво од 8 до 14 година које не може да чита и пише                                       | 247      |
| 96  | Мушко становништво старосног доба од 8 до 14 година које не може да чита и пише                  | 156      |
| 97  | Женско становништво старосног доби од 8 до 14 година које не може да чита и пише                 | 91       |
| 98  | Становништво од 15 година и више које је неписмено                                               | 3305     |
| 99  | Мушко становништво од 15 година и више које је неписмено                                         | 1406     |
| 100 | Женско становништво од 15 година и више које је неписмено                                        | 1899     |
| 101 | Становништво старо 15 и више година без школовања                                                | 3167     |
| 102 | Мушко становништво старо 15 и више година без школовања                                          | 1414     |
| 103 | Женско становништво старо 15 и више година без школовања                                         | 1753     |
| 104 | Становништво старосног доба 15 и више година са непотпуним основним образовањем                  | 4826     |
| 105 | Мушко становништво старосног доба од 15 година и више са непотпуном основним образовањем         | 2301     |
| 106 | Женско становништво старосног доба 15 и више година са непотпуном основним образовањем           | 2525     |
| 107 | Становништво старо 15 и више година са комплетним основним образовањем                           | 4289     |
| 108 | Мушко становништво старо 15 година и више са комплетним основним образовањем                     | 1959     |
| 109 | Женско становништво старо 15 и више година са комплетним основним образовањем                    | 2330     |
| 110 | Становништво старосног доба 15 и више година са непотпуним средњим образовањем                   | 1260     |
| 111 | Мушко становништво старосног доба од 15 година и више са непотпуним средњим образовањем          | 652      |
| 112 | Женско становништво старосног доба од 15 година и више са непотпуним средњим образовањем         | 608      |
| 113 | Становништво старо 15 и више година са пуним секундарном образовањем                             | 5039     |
| 114 | Мушко становништво старосног доба од 15 година и више са пуним секундарном образовањем           | 2393     |
| 115 | Женско становништво старосног доба од 15 година и више са пуним секундарном образовањем          | 2646     |
| 116 | Становништво старије од 18 година са постосновним образовањем                                    | 4637     |
| 117 | Мушко становништво старије од 18 година са постосновним образовањем                              | 2157     |
| 118 | Женско становништво старије од 18 година са постосновним образовањем                             | 2480     |
| 119 | Просечна оцена школовања                                                                         | 6.76     |
| 120 | Просечан ниво образовања мушке популације                                                        | 6.81     |
| 121 | Просечан ниво образовања женског становништва                                                    | 6.73     |
| 122 | Економски активно становништво                                                                   | 11451    |
| 123 | Економски активна мушка популација                                                               | 8535     |
| 124 | Економски активна женска популација                                                              | 2916     |
| 125 | Становништво које није економски активно                                                         | 14450    |
| 126 | Мушко становништво које није економски активно                                                   | 3579     |
| 127 | Женско становништво које није економски активно                                                  | 10871    |
| 128 | Запослено становништво                                                                           | 10862    |
| 129 | Запослено мушко становништво                                                                     | 8003     |
| 130 | Запослено женско становништво                                                                    | 2859     |
| 131 | Незапослена популација                                                                           | 589      |
| 132 | Незапослена мушка популација                                                                     | 532      |
| 133 | Незапослена женска популација                                                                    | 57       |
| 134 | Становништво без права на здравствене услуге                                                     | 10928    |
| 135 | Становништво које има право на здравствене услуге                                                | 22858    |
| 136 | Становништво које има право на ИМСС                                                              | 10502    |
| 137 | Становништво које има право на социјално осигурање                                               | 1301     |
| 138 | Становништво које има право на државно социјално осигурање                                       | 160      |
| 139 | Становништво које има право на опште осигурање или здравствено осигурање за нову генерацију      | 10814    |
| 140 | Становништво које је било једном или није било у браку током 12 година и више                    | 8535     |
| 141 | Венчано или уједињено становништво од 12 година и више                                           | 14368    |
| 142 | Становништво које је било у браку или уједињено 12 година и више                                 | 3114     |
| 143 | Становништво са католичком религијом                                                             | 29641    |
| 144 | Протестанти, еванђелисти и библијски следбеници различити од еванђелиста                         | 2526     |
| 145 | Становништво са другим религијама различитим од претходних                                       | 340      |
| 146 | Становништво без религије                                                                        | 525      |
| 147 | Укупно пописаних домаћинства                                                                     | 8912     |
| 148 | Пописна домаћинства на челу са мушкарцима                                                        | 6494     |
| 149 | Пописна домаћинства на челу са женама                                                            | 2418     |
| 150 | Становништво у пописним домаћинствима                                                            | 33860    |
| 151 | Становништво у пописним домаћинствима на челу са мушкарцима                                      | 26047    |
| 152 | Становништво у пописним домаћинствима на челу са женама                                          | 7813     |
| 153 | Укупно домаћинстава                                                                              | 11873    |
| 154 | Укупно насељених домаћинстава                                                                    | 8935     |
| 155 | Укупно приватних кућа                                                                            | 11850    |
| 156 | Насељени приватни домови                                                                         | 8912     |
| 157 | Укупно насељених приватних кућа                                                                  | 8929     |
| 158 | Ненасељене приватне куће                                                                         | 2356     |
| 159 | Појединачна домаћинства за привремену употребу                                                   | 582      |
| 160 | Становници у насељеним приватним кућама                                                          | 33860    |
| 161 | Насељеност станара у приватним становима                                                         | 3.8      |
| 162 | Просечно становника по соби у приватним насељеним домаћинствима                                  | 1.07     |
| 163 | Појединачна домаћинства са подовима од различитих материјала од земље                            | 7738     |
| 164 | Појединачна домаћинства у приземљу                                                               | 1106     |
| 165 | Појединачна домаћинства са једном спаваћом собом                                                 | 3627     |
| 166 | Појединачна домаћинства са две спаваће собе и више                                               | 5239     |
| 167 | Појединачна домаћинства са једним собом                                                          | 558      |
| 168 | Појединачна домаћинства са две собе                                                              | 1718     |
| 169 | Појединачна домаћинства са 3 собе и више                                                         | 6572     |
| 170 | Појединачна домаћинства која имају електрично светло                                             | 8753     |
| 171 | Појединачна домаћинства која немају електрично светло                                            | 111      |
| 172 | Појединачна домаћинства која имају водоводну воду у стамбеном простору                           | 6860     |
| 173 | Појединачна домаћинства која немају водоводну воду у стамбеном простору                          | 1951     |
| 174 | Појединачна домаћинства која имају тоалет                                                        | 8403     |
| 175 | Појединачна домаћинства која имају канализацију                                                  | 8308     |
| 176 | Појединачна домаћинства која немају канализацију                                                 | 454      |
| 177 | Појединачна домаћинства која имају електрично светло, довод воде из јавне мреже и канализацију   | 6577     |
| 178 | Појединачна домаћинства без икаквих услова                                                       | 201      |
| 179 | Појединачна домаћинства која имају радио                                                         | 6707     |
| 180 | Појединачна домаћинства која имају телевизор                                                     | 8246     |
| 181 | Појединачна домаћинства која имају фрижидер                                                      | 7309     |
| 182 | Појединачна домаћинства која имају машину за веш                                                 | 6175     |
| 183 | Појединачна домаћинства која имају аутомобил или комби                                           | 2462     |
| 184 | Појединачна домаћинства која имају рачунар                                                       | 1140     |
| 185 | Појединачна домаћинства која имају фиксну телефонску линију                                      | 3620     |
| 186 | Појединачна домаћинства која имају мобилни телефон                                               | 3385     |
| 187 | Појединачна домаћинства која имају приступ интернету                                             | 667      |